# Майбалыкский сельский округ
Майбалыкский сельский округ (каз. Майбалық ауылдық округі) — административная единица в составе Жамбылского района Северо-Казахстанской области Казахстана. Административный центр — село Святодуховка.
Населения — 1436 человек (2009, 2285 в 1999, 2821 в 1989).

## Социальные объекты
В округе имеются две средние школы и одна основная, 3 дошкольных мини-центра, 2 фельдшерско-акушерских пункта, Жанажольская семейная амбулатория, 4 пункта раздачи воды для населения. На территории округа проживали исторические личности, в честь которых открыты музеи — музей имени Сабита Муканова в селе Сабит и музей имени Габита Мусрепова в селе Жанажол. Также действует Дом Культуры и две сельские библиотеки.

## Состав
В состав сельского округа вошла территория ликвидированного Жанажольского сельского совета (села Жанажол, Октябрь, Жалтырша). Село Октябрь было ликвидировано в 2008 году, село Жалтырша было ликвидировано в 2013 году.
В состав округа входят такие населенные пункты:
| Населенный пункт   | Население, человек (1989) | Население, человек (1999) | Население, человек (2009) |
| ------------------ | ------------------------- | ------------------------- | ------------------------- |
| Жалтырша, село     | 87                        | 72                        | 45                        |
| Жанажол, село      | 834                       | 712                       | 484                       |
| Октябрь, село      | 214                       | 206                       | -                         |
| Ольговка, село     | 431                       | 356                       | 236                       |
| Сабит, село        | 244                       | 204                       | 155                       |
| Святодуховка, село | 1011                      | 941                       | 516                       |